# ジョセフ・ヌド
ジョセフ・ヌド（Joseph Cyrille Ndo、1976年4月28日 - ）は、カメルーンの元サッカー選手。元カメルーン代表。ポジションはミッドフィールダー。

## 来歴
1998年5月にカメルーン代表デビュー。翌月の1998 FIFAワールドカップではグループステージ全3試合に出場した。アフリカネイションズカップ2000、アフリカネイションズカップ2002にも出場、2連覇を果たした。出場機会は無かったが、2002 FIFAワールドカップのメンバーにも選ばれた。カメルーン代表として19試合に出場した。

## 代表歴

### 出場大会
- カメルーン代表
  - 1998 FIFAワールドカップ
  - 2002 FIFAワールドカップ

### 試合数
- 国際Aマッチ 19試合 0得点（1998年-2002年）[1]

| カメルーン代表 | 国際Aマッチ | 国際Aマッチ |
| 年             | 出場        | 得点        |
| -------------- | ----------- | ----------- |
| 1998           | 7           | 0           |
| 1999           | 3           | 0           |
| 2000           | 4           | 0           |
| 2001           | 1           | 0           |
| 2002           | 4           | 0           |
| 通算           | 19          | 0           |